# Karl Lueger
Karl Lueger (Wieden, Viena, 24 de outubro de 1844 — Viena, 10 de março de 1910) foi um político austríaco, presidente da Câmara de Viena entre 1897 e 1910 e foi o líder do Partido Cristão Social que tomou o poder dos liberais alemães em Viena e combateu os sociais democratas. Sendo apenas uma pequena facção no parlamento austríaco, o Partido Cristão Social ganhou uma posição minoritária na câmara de Viena em 1895 e subsequentemente ajudou Lueger a adquirir a maioria. Após três recusas, o imperador Franz Josef acabou por finalmente sancionar a sua eleição em 1897.

## Biografia
Conhecido pelo seu antissemitismo, Lueger foi tido por Adolf Hitler como uma inspiração para a forma mais tarde ainda mais virulenta do antissemitismo. Ele também advogava políticas racistas contra todas as minorias de língua não-alemã na Áustria-Hungria.
O seu racismo inspirou alguns dos líderes da república austríaca (entre 1918 e 1938), tais como Ignaz Seipel, Engelbert Dollfuss e Kurt von Schuschnigg.

## Percurso político
Karl Lueger nasceu numa família da pequena burguesia. Doutorou-se em Direito em 1866, e trabalhou como advogado liberal até 1870; em paralelo desenvolveu a sua oratória nas tabernas da periferia vienense. Entrou no Conselho Municipal em 1875, e rompeu abertamente com o liberalismo decimonónico, que tinha transformado o país, na década seguinte; em 1885 denunciava o capitalismo mundial, misturando muitos argumentos, e, entre estes, uma argumentação racista.
Como político, surgiu num momento de situação débil para a classe média e para os pequenos artesãos, responsáveis pelo fulgor do liberalismo económico austríaco da segunda metade do século XIX que deu lugar aos grandes armazéns e ao fabrico industrial de bens. Enquanto advogado fundou o partido do "cravo branco", e com o lema "é preciso ajudar os pequenos" conseguiu arrastar as classes médias, que temiam ver-se delapidadas. Como disse Stefan Zweig nas suas memórias, "era exatamente a mesma camada social assustada que mais tarde congregou ao seu lado (...) Adolf Hitler, e K. Lueger serviu-lhe de modelo também noutro sentido: ensinou-lhes o manipulável que era o lema antissemita, que oferecia aos descontentes círculos pequeno-burgueses um adversário palpável e, por outro lado, impercetívelmente desviava o ódio pelos grandes proprietários e a riqueza feudal".
A primeira gazeta do partido, claramente demagógica, o Illustrierte Wiener Volkszeitung, tinha como sub-título "Órgão dos antissemitas". Embora cedo moderasse o seu ódio, dizia sempre que ele "determinava quem é judeu ou não", prelúdio para terríveis consequências a partir de 1933. Em vão o cardeal de Praga, Franziskus von Paula Schönborn, pediu ao Papa Leão XIII que suspendesse o apoio papal ao partido de Lueger (cuja foto figurava no escritório do Papa).
Foi eleito presidente da câmara de Viena em 1895, mas só pode tomar posse em 1897 devido ao veto imperial, causado pelos seus ódios, e esteve no posto até 1910, quando morreu. Desde então, dominou a vida pública vienense e converteu-se em figura célebre, quase tão conhecida como o Imperador. As suas ações estenderam-se desde a suspensão vigorosa do poder da igreja católica, por exemplo tentando "reconquistar as universidades fundadas pelas nossas igrejas" (universidades a que tinham acesso livre os austro-judeus), até ações renovadoras, parciais mas eficazes: municipalizar o gás, eletrificar transportes públicos, estender a iluminação pública, regular o Danúbio. Tudo isto foi realizado com apoio da banca alemã (Deutsche Bank). Estas tarefas sociais, por certo, foram desenvolvidas com amplitude e com uma perspectiva social muito distinta, desde 1920, pelos social-democratas, que transformaram definitivamente a cidade em mais de uma década.